# Brunsvigia
Brunsvigia é um género botânico pertencente à família Amaryllidaceae.

## Espécies
- Brunsvigia gigantea
- Brunsvigia josephinae
- Brunsvigia radulosa
- Brunsvigia rosea